# Ascom
Ascom är ett schweiziskt telekommunikationsföretag med specialisering inom verksamhetskritisk kommunikation. Ascom har sitt säte i Dübendorf, Schweiz, och är registrerat på börsen i Zürich (SIX Swiss Exchange, symbol ASCN).

## Affärsenheter
Ascom Holding AG fokus ligger på företagslösningar för trådlös kommunikations-, testnings- och optimeringslösningar för mobila nätverkssystem samt kommunikationslösningar för larm, mobilisering och taktisk kommunikation. Företaget har kontor i ett 20-tal länder runt om i världen.
Ascom Wireless Solutions är leverantör av trådlösa företagslösningar inom sjukvård, tillverkningsindustri, vårdanstalter, köpcentra och hotell. Divisionen har kontor i 16 länder med 1 200 anställda i världen. Företaget skapades 1955 och är baserat i Göteborg och har sin produktion i Polen, Thailand och Kina. Ascom Wireless Solutions är en del av Ascom Group, listat på Swiss Stock Exchange.
Ascom Network Testing är leverantör av lösningar för att mäta, analysera och optimera mobila nätverk.
Ascom Security Communication är leverantör av lösningar för larmsystem, mobiliseringssystem och taktiska kommunikationssystem.